# Finis J. Garrett

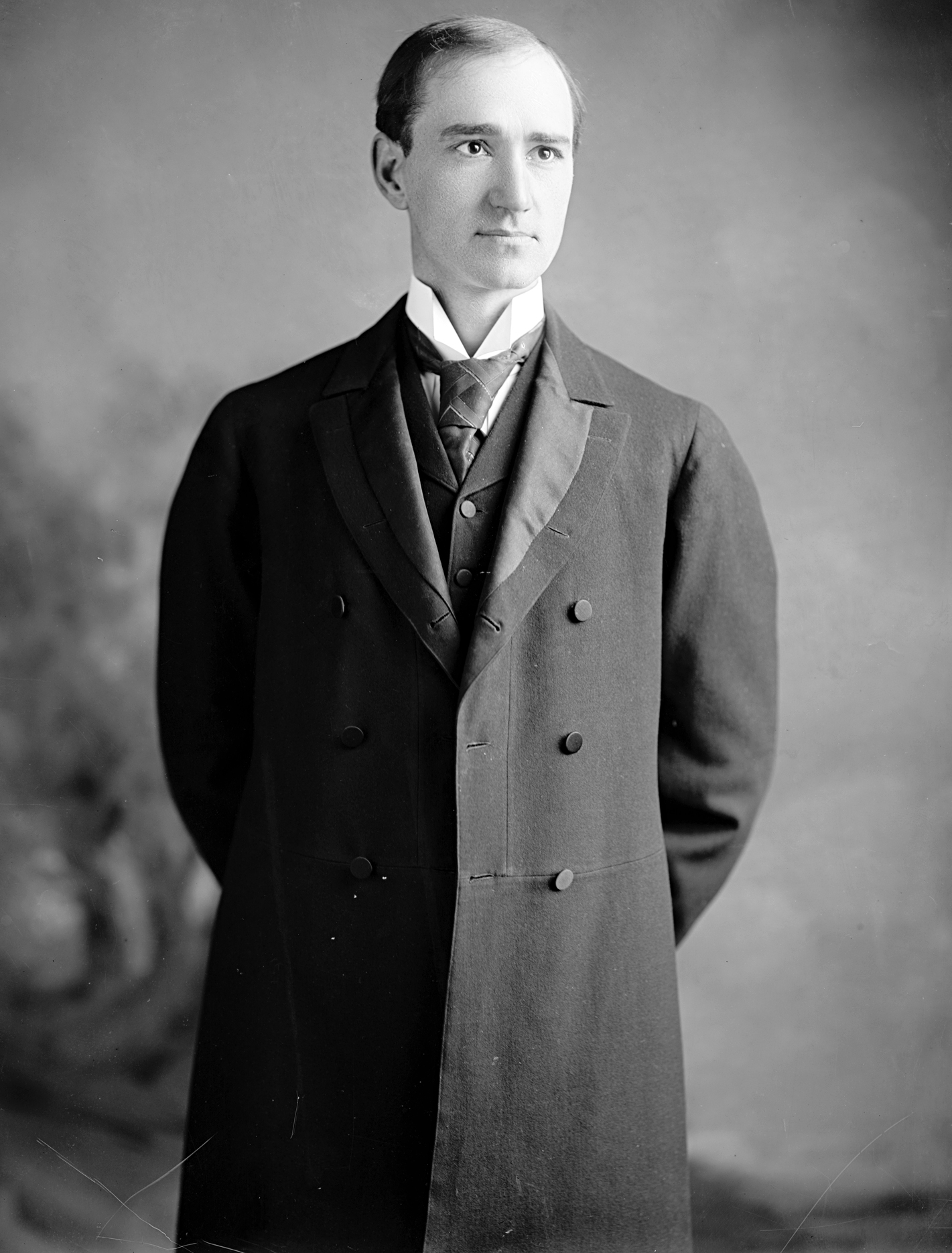
Finis J. Garrett

Finis James Garrett (* 26. August 1875 bei Ore Springs, Weakley County, Tennessee; † 25. Mai 1956 in Washington, D.C.) war ein US-amerikanischer Politiker. Zwischen 1905 und 1929 vertrat er den Bundesstaat Tennessee im US-Repräsentantenhaus.

## Werdegang
Finis Garrett besuchte die öffentlichen Schulen seiner Heimat und das Clinton College in Kentucky. Danach war er bis 1897 am Bethel College in McKenzie. Außerdem studierte er Jura. In den folgenden Jahren war Garrett als Zeitungsherausgeber, Lehrer und Rechtsanwalt tätig. Zwischen 1900 und 1905 bekleidete er das juristische Amt eines Master in Chancery.
Politisch war Garrett Mitglied der Demokratischen Partei. Bei den Kongresswahlen des Jahres 1904 wurde er im neunten Wahlbezirk von Tennessee in das US-Repräsentantenhaus in Washington gewählt, wo er am 4. März 1905 die Nachfolge von Rice Alexander Pierce antrat. Nach elf Wiederwahlen konnte er bis zum 3. März 1929 zwölf Legislaturperioden im Kongress absolvieren. In diese Zeit fiel der Erste Weltkrieg. Zwischen 1913 und 1920 wurden der 16., der 17., der 18. und der 19. Verfassungszusatz im Kongress verabschiedet. Von 1917 bis 1919 war Garrett Vorsitzender des Committee on Insular Affairs. Seit 1923 führte er die demokratische Fraktion im US-Repräsentantenhaus als Minority Leader. 1924 war er Delegierter zur Democratic National Convention in New York, auf der John W. Davis als Präsidentschaftskandidat nominiert wurde.
Im Jahr 1928 verzichtete Finis Garrett auf eine weitere Kandidatur. Stattdessen strebte er die Nominierung seiner Partei für die Wahlen zum US-Senat an, die jedoch ungefährdet wieder an Amtsinhaber Kenneth McKellar ging. Zwischen 1929 und 1955 war Garrett Richter am United States Court of Customs and Patent Appeals. Seit 1937 hatte er an diesem heute nicht mehr bestehenden Bundesgericht den Vorsitz. Er starb am 25. Mai 1956 in der Bundeshauptstadt Washington und wurde in Dresden (Tennessee) beigesetzt.